# Eric Woodward
Eric Winslow Woodward (21 juillet 1899 - 29 décembre 1967) était un officier de l'armée australienne qui fut le 31e gouverneur de Nouvelle-Galles du Sud du 1er août 1957 au 1er août 1965 et le premier gouverneur de l'État à être né dans l'État.

## Jeunesse
Woodward nait à Hay en juillet 1899. En raison de préoccupations financières de sa famille, il est incapable de fréquenter l'université. Aussi, en 1917, il entre au Collège militaire royal de Duntroon. Après son diplôme, il est nommé lieutenant le 16 décembre 1920 et est affecté au 7e Hussard de la Reine en Inde en 1921-1922. 
Puis il retourne en Australie et, en 1925, est affecté à la Royal Australian Air Force comme élève-pilote à la 1 Flying Training School à Point Cook, à Melbourne, au Victoria. Malgré son succès en tant que pilote, Woodward retourne au service de l'Armée de terre en 1928. En décembre 1928, il est promu au grade de capitaine et est affecté à la Direction de l'instruction militaire, Melbourne. 

## Seconde Guerre mondiale
Au début de la Seconde Guerre mondiale en 1939, il rejoint la Second Australian Imperial Force (AIF) comme intendant général adjoint de la 6e division, et part pour le Moyen-Orient en avril 1940. Au Moyen-Orient, il participe à la campagne d'Afrique du Nord de décembre 1940 à janvier 1941 puis, en mars-avril à la campagne de Grèce en tant que lieutenant-colonel à l'état- major du général Sir Thomas Blamey et servit plus tard dans le Ier Corps, lors de la campagne de Syrie. En mai 1942, il est affecté à la 9e division de l'AIF. Il combattit la bataille d'El Alamein et reçoit l'Ordre du Service distingué le 11 février 1943. 

## Carrière de fin et d'après-guerre
Woodward retourne en Australie en février 1943 et est promu au grade de général de brigade et affecté dans divers postes administratifs jusqu'à la fin de la guerre. En 1948, il entre au Royal College of Defence Studies puis reste à Londres comme représentant de l'armée australienne à l'ambassade d'Australie à Londres. En décembre 1949, il retourne au Siège de l'Armée de terre à Melbourne chargé de la mise en œuvre du nouveau régime du service national et lutte pour l'amélioration de la solde et des conditions des militaires. En 1950-1951, il est rattaché directement au Premier ministre Robert Menzies à la tête d'une équipe spéciale pour préparer les mesures au cas où l'interdiction du Parti communiste d'Australie par le gouvernement conduirait à des troubles sociaux. Le 20 février 1951, Woodward est nommé chef adjoint de l'état-major général, mais prié de ne pas être candidat pour le poste de chef d'état-major. 

## Gouverneur de Nouvelle-Galles du Sud
Lorsque le mandat de gouverneur de Nouvelle-Galles du Sud de Sir John Northcott arriva à son terme, le premier ministre Joseph Cahill chercha un autre officier australien pour lui succéder et choisit Woodward qui prit ses fonctions le 1er août 1957. Le gouverneur de la trente et unième de la Nouvelle-Galles du Sud, il a été le premier à être né là-bas. Pendant une partie de son mandat, en tant que doyen des gouverneurs, il fut administrateur du Commonwealth d'Australie du 16 juin 1964 au 30 août 1964 en l'absence du gouverneur général d'Australie, le vicomte de L'Isle. Son mandat s'acheva le 31 juillet 1965 et sa femme et lui s'installèrent à Wahroonga. 
Woodward est décédé le 29 décembre 1967 à l'hôpital Royal Prince Alfred, à Camperdown et a reçu des funérailles d'État avec tous les honneurs militaires. 